# ゲッターズ
ゲッターズは、かつて日本に存在したお笑いコンビ。1999年結成、2005年解散。

## メンバー
飯田延孝（いいだ のぶたか、1975年4月4日 - ）
ボケ担当。静岡県磐田市出身。血液型B型。
解散後は占いタレント「ゲッターズ飯田」としてピンで活動。
津村英世（つむら ひでよ、1975年1月24日 - ）
ツッコミ担当。和歌山県出身。血液型B型。
解散後は芸能界を引退。

## 来歴
名古屋吉本にて別のコンビで活動後上京。共に名古屋吉本の4期生。1999年結成。
トノサマガエルアマガエル（サンミュージック）→ケミカルコミカル→ゲッターズ（ワタナベエンターテインメント）と改名。
2005年4月解散。津村は解散と同時に芸能界を引退し、飯田は占い師へと転向した。

## 出演番組
- 爆笑オンエアバトル 戦績1勝1敗 最高353KB
  - 「トノサマガエルアマガエル」時代に1回、「ゲッターズ」時代に1回参戦。オンエアは「トノサマガエルアマガエル」時代。
  - なお飯田は解散後、ゲッターズ飯田としては赤い覆面マスクを着用して出演しているため、素顔を見せていたのは現在で当番組のみと思われる。